# Hirtenhaus Ailsbach

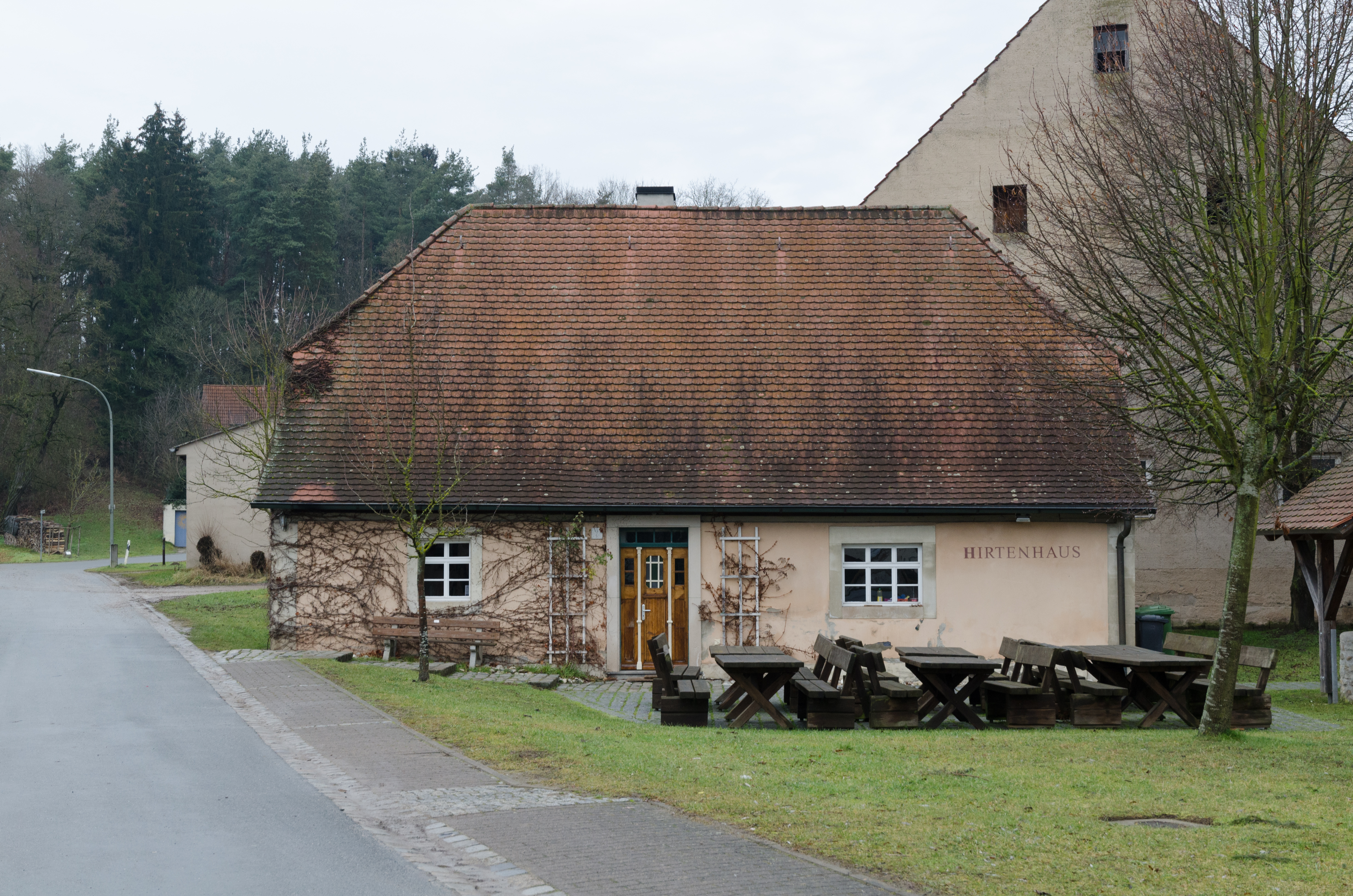
Hirtenhaus Ailsbach

Das Hirtenhaus Ailsbach ist ein unter Denkmalschutz stehendes Gebäude in Ailsbach, einem Gemeindeteil von Lonnerstadt und dient als Dorfgemeinschaftshaus und Sitz des Vereins Dorfgemeinschaft Ailsbach e.V.

## Gebäude
Das kleine, aber das Ortsbild prägende Gebäude wurde um 1800 als Wohnstallhaus erbaut und vom Gemeindehirten genutzt. Nach dem Zweiten Weltkrieg wurden Vertriebene im Haus untergebracht. Bis etwa 1980 diente es als Wohnhaus und stand danach leer. Aufgrund der schlechten Bausubstanz wollte die Gemeinde als Eigentümer das Hirtenhaus abreißen und das Grundstück verkaufen. Stattdessen kam es 1985 zur Gründung des Hirtenhausvereins. Dieser wollte das Haus erhalten und als Dorfgemeinschaftshaus für den Ort nutzen, da es dort seit 1977 kein Gasthaus mehr gab.
Unter der Bauleitung der im Ort lebenden Architekten Franz und Maria Schubert wurde das Objekt seit 1986 saniert. Am 24. September 1989 erfolgte die feierliche Eröffnung des Hauses. Die Kosten für die Sanierung hatten dank der Mithilfe der Ortsbewohner 113.000 DM betragen. Im November 1990 wurde die Marktgemeinde Lonnerstadt vom Bezirk Mittelfranken für die hervorragende denkmalgerechte Renovierung des Hirtenhauses ausgezeichnet.

## Dorfgemeinschaft Ailsbach
Die Dorfgemeinschaft Ailsbach (Kurz: DG Ailsbach) ist ein ehrenamtlicher Verein im fränkischen Ailsbach. 
Nachdem der Ailsbacher Gastwirt Hans Weber im Jahr 1985 verstorben war, fehlte ein Treffpunkt der Ailsbacher Bürger. Deshalb wurde im folgenden Jahr die Dorfgemeinschaft Hirtenhaus Ailsbach gegründet und am 20. Juni 1986 ins Vereinsregister des Amtsgerichts Fürth eingetragen.
Laut Satzung ist „…der Verein selbstlos tätig. Er dient der Erhaltung und Förderung der Dorfgemeinschaft zwischen Alt- und Neubürgern. Er fördert die Ortsverschönerung und ist um die Erhaltung des Hirtenhauses und der Hirtenhöhe als Dorftreff inform der kulturellen Heimatpflege zuständig und führt all ihm zur Erreichung des Vereinszwecks geeignet erscheinenden Maßnahmen durch“. Die rund 135 Mitglieder wählen alle zwei Jahre die Vorstandschaft der Dorfgemeinschaft. 
Die Vorstandschaft ist für die Beschaffung der finanziellen Mittel verantwortlich. Ein Großteil des Geldes wird jährlich bei verschiedenen Festlichkeiten durch den Verkauf von Essen und Getränken erwirtschaftet. Es wird darauf geachtet, die Lebensmittel von ortsansässigen Erzeugern zu beziehen. Zur Verschönerung von Ailsbach und zum Erhalt der Dorfgemeinschaft wurden verschiedene Projekte durchgeführt. 
Vom 5. bis 7. August 2011 feierte der Verein sein 25-jähriges Bestehen.

### Abgeschlossene Projekte
- Hirtenhaus Kernsanierung: 
  - im Untergeschoss: großer Gastraum mit Kachelofen und Holzdielenboden, Atelier im Eingangsbereich, Gastro-Küche, Toiletten
  - im Obergeschoss: kleiner Gastraum, Jugendraum (mit Billard, Tischkicker, Dart-Anlage), Lagerraum, Archiv
- Hirtenhöhe: Am Bierkeller an der Hirtenhöhe wird jährlich am ersten Wochenende im August das Sommerfest ausgerichtet. Hierzu wird die angrenzende Maschinenhalle mit einem temporären Vorbau erweitert und dient damit als Bewirtungsfläche. Anfangs war der Bierkeller an der Hirtenhöhe der einzige Dorf-Treffpunkt, bevor das Hirtenhaus als Vereinsheim kernsaniert wurde. An der Hirtenhöhe wird in den Sommermonaten der „Dämmerschoppen“ abgehalten.
- Errichtung einer Insel im kleinen Löschwasserteich, auf der auch Schwäne brüten können[2]
- Abenteuerspielplatz an der Hirtenhöhe
- Felsenkeller, der früher bei Luftangriffen als Unterschlupf verwendet wurde
- Sanierung der Turmuhr mit Glockengeläut auf dem alten Schulhaus[2]
- Bau eines Fußball-Kleinfeldes mit Kinderspielplatz auf dem alten Schrottplatz im Dorf
- Rekonstruktion der Geschichte der fränkischen Seherin Sibylle Weiß als künstlerisches Fotoprojekt im Jahr 2004[3]